# Савітрі (поема)
 «Савітрі: Легенда і символ»  — монументальна поема, що складається з дванадцяти книг, обсягом 24 000 строк, є найбільшим поетичним твором англійською мовою. Написана Шрі Ауробіндо за сюжетом одного з епізодів «Махабхарати», де центральною темою стає філософська суперечка Любові і Смерті, уособлених в дійових особах Савітрі і Ямараджа.
Детальний опис символічних подорожей і просторів передає зміст духовних дослідів і шляхи самого Шрі Ауробіндо. У поемі відбито основні твердження інтегральної йоги і філософське обґрунтування можливості фізичного безсмертя на основі подальшої еволюції і перетворення природи людини.
Шрі Ауробіндо працював над поемою протягом 35 років і вважав головною працею свого життя. За словами самого Шрі Ауробіндо, він використовував «Савітрі» як засіб сходження, інструмент у своїй садхані, переписуючи раз від разу, коли досягав більш високого йогічного рівня, тому існує більше десяти рукописних варіантів. Його ідея в тому, що сам сюжет поеми є завуальованим символом, що приховує глибоке окультне значення про причину створення світу і його порятунок Божественною Милістю. Шрі Ауробіндо в художніх образах розкриває окультну роль персонажів і використовує для вираження досвіду власного осягнення духовної спадщини Індії. Він поставив перед собою завдання — створити одкровення у вигляді мантри, за допомогою якої окультні рівні стали б доступні людині.

## Видання
- ed. Aurobindo Ghose, Sri Aurobindo Ashram (1954) ASIN B0007ILK7W
- Lotus Press (1995) ISBN 0-941524-80-9